# Nanki Shigekuni
Nanki Shigekuni (jap. 南紀 重國), auch Monju Shigekuni genannt, war ein japanischer Schwertschmied um das Jahr 1600 n. Chr. (Shintō-Periode) und Begründer der Monju-Schule in der Provinz Kii.

## Leben
Shigekuni, dessen bürgerlicher Name Monju Kurōzaburō lautete, entstammte der Tegai-Schule und war vermutlich Sohn des Tegai-Schmieds Kanesada V. und jüngerer Bruder von Kanekuni V. Der innerhalb der Familie vererbte Name „Monju“ geht dabei auf Tegai Kanenaga zurück. Zur Keichō-Zeit (1596–1614) diente er Tokugawa Ieyasu neben anderen, z. B. Echizen Yasutsugu, als Schwertschmied. Nach dessen Tod im Jahr 1616 folgte Shigekuni Tokugawa Yorinobu, dem 10. Sohn Tokugawas, in die Provinz Kii, wo Yorinobu den Kishū-Zweig der Familie Tokugawa gründete. Shigekuni selbst begründete in Kii eine eigene Schwertschmiedetradition, die sogenannte Monju-Schule.
Shigekuni wird als einer der führenden Schwertschmiede seiner Zeit erachtet, was unter anderem durch die Wertung Sai-Jo-Saku (großmeisterlich) im Sammelwerk von Fujishiro zum Ausdruck kommt. Er schmiedete sowohl Katana als auch Wakizashi und Tantō. Vornehmlich arbeitete er dabei in der Art der Yamato-Tradition mit deren typischen Charakteristika, daneben beherrschte er allerdings auch die Sōshū-Tradition hervorragend.

## Nihonto Charakteristika von Nanki Shigekuni
Bestimmte Charakteristika von Shigekunis Schmiedearbeiten finden sich sowohl auf den im Yamato- als auch den im Sōshū-Stil gehaltenen Klingen. Sie besitzen eine klare und glänzende Klingenoberfläche und Schneide mit viel Aktivität im Hamon (Härtelinie). Die Schwerter ähneln dadurch stark alten Koto-Klingen.
Auf den Klingenangeln (Nakago) finden sich unter anderem die folgenden Signaturen (mei):
- Oite Nanki Shigekuni tsukuru kore (於南紀重國造之)
- Washū Tegai-jū Shigekuni oite Sumpu tsukuru kore (和州手掻住重國於駿府造之)
- Monju Kurōsaburō Shigekuni oite Sumpu tsukuru kore (文珠九郎三郎重國於駿府造之)